# Левицкий, Рафаил Сергеевич
Рафаил Сергеевич Левицкий (24 июля [5 августа] 1844 — 25 апреля 1937 Исси-ле-Мулино ) — русский живописец, сын фотографа Сергея Левицкого, представитель петербургского академизма пореформенной эпохи, ассоциируемый со второй волной передвижников; мастер исторической картины и портретист, также работал как декоратор-прикладник по фарфору. Член Общества поощрения художеств (с 1884).

## Биография
Р. С. Левицкий родился в богатой аристократической семье, отец — фотограф Сергей Львович Левицкий, мать — Анна Беата Лейн, уроженка Дармштадта.
По воспоминаниям П. И. Нерадовского, отец назвал сына Рафаилом, мечтая «сделать из него русского Рафаэля».
В 1866 году Левицкий поступил вольнослушателем в Императорскую Академию художеств. Учился под руководством Павла Петровича Чистякова вместе с будущими мастерами Ильёй Репиным и Василием Поленовым.
В 1867 году был удостоен двух серебряных медалей.
В 1872 году получил две малых и одну большую поощрительные медали.
В 1877 году Р. С. Левицкому присвоено звание классного художника 3 степени.
С 1884 по 1918 годы Рафаил Левицкий преподавал рисование и роспись фарфора в школе Императорского общества поощрения художеств.
В 1880 году примкнул к передвижникам и участвовал в выставках общества до 1894 года.

### Семья
Супруга — Анна Васильевна Левицкая, урождённая Олсуфьева, двоюродная племянница Адама Васильевича Олсуфьева, дочь Василия Александровича Олсуфьева.
Старший брат — Лев Сергеевич Левицкий, фотограф.
Двоюродный дядя — Александр Иванович Герцен (двоюродный брат С. Л. Левицкого).

## Комментарии
1. ↑  А. Б. Лейн вышла замуж за С. Л. Левицкого в возрасте 17 лет. Бракосочетание состоялось 1 ноября 1846 года в Париже.